# Christuskirche (Schliersee)

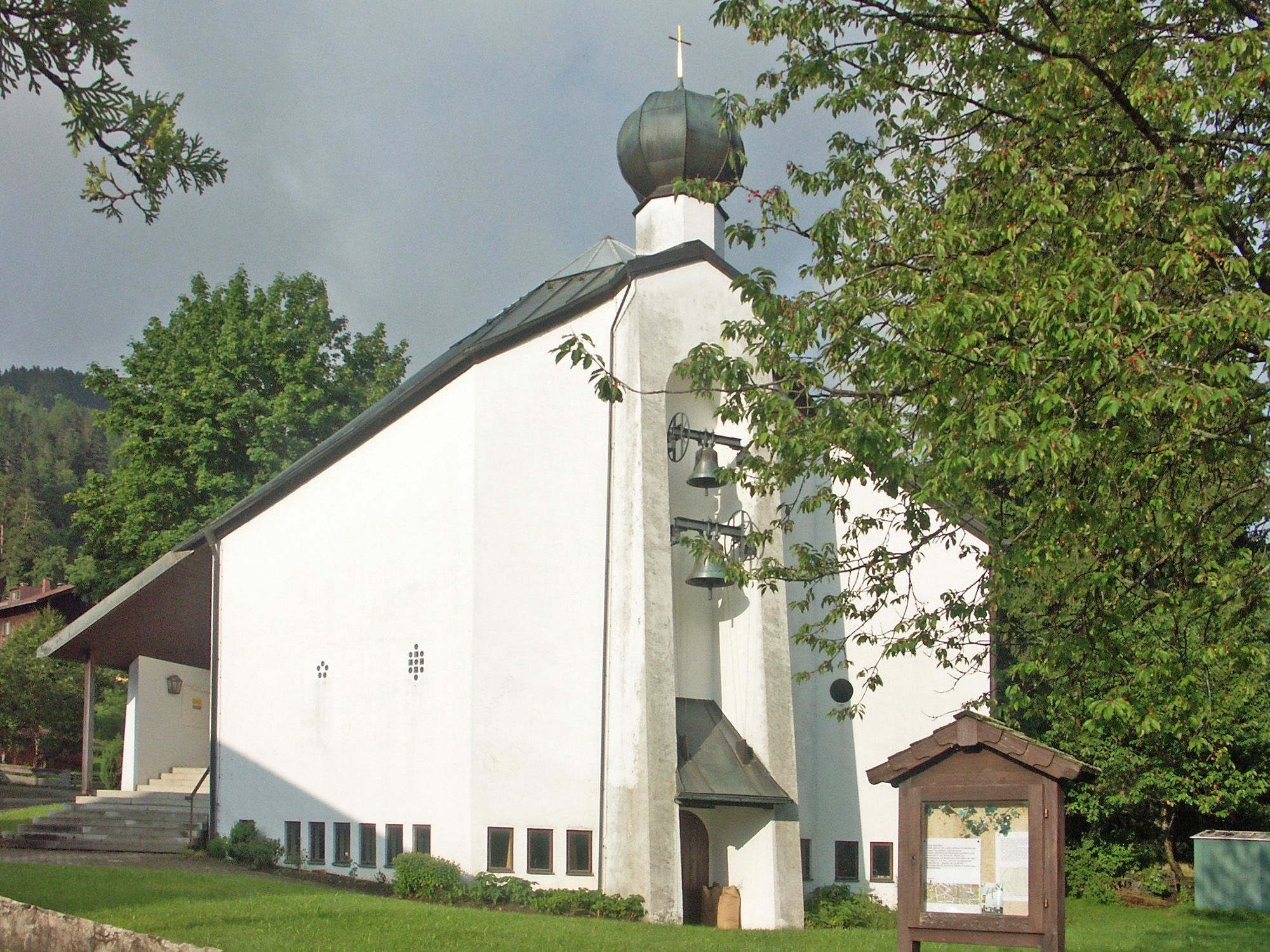
Christuskirche Schliersee (2009)

Die Christuskirche  in Schliersee ist eine 1954 nach Plänen von Olaf Andreas Gulbransson errichtete, denkmalgeschützte evangelisch-lutherische Kirche. Sie gehört zur Kirchengemeinde Neuhaus (am Schliersee) im Dekanat Bad Tölz.

## Lage und Architektur
Die Christuskirche steht an der Leitnerstraße 2 auf einem leicht ansteigenden Gelände. Der Grundriss ist ein unregelmäßiges Achteck, das aus einem gleichseitigen Sechseck entsteht, an dessen Südwestseite ein kleines Trapez angesetzt ist. Das ergibt die interessante geometrische Eigenschaft, dass sich alle Diagonalen in dem Achteck in einem Punkt nahe dem Trapez schneiden. Hier steht der Altar. An drei der Sechseckseiten befinden sich Anbauten für Sakristei, Haupt- und Nebeneingang.
In den Eckpunkten des Trapezes erheben sich außen zwei Strebepfeiler, in deren Zwischenraum zwei Glocken aufgehängt sind und über denen sich ein kurzer Turm erhebt, der nach traditioneller örtlicher Bauweise von einer Zwiebelkuppel bekrönt ist. Zwischen den Pfeilern befindet sich auch der Zugang zum Gemeindesaal, der im Souterrain des Gebäudes liegt. Dieser besitzt eine Reihe von Fenstern, im Gegensatz dazu ist der Kirchenraum nur mit einigen ornamentalen Glasbausteinfenstern ausgestattet.
Die Flächen des zeltartigen dunklen Blechdachs laufen im höchsten Punkt des Baukörpers in einer gläsernen Spitze zusammen. Diese ist die einzige natürliche Lichtquelle des Raumes und befindet sich direkt über dem Altar.

## Ausstattung
Die Innenausstattung der Kirche ist schlicht und wurde vom Architekten entworfen. Der aus grünem Basalt gefertigte Altar steht dezentral auf einem runden zweistufigen Podest, links davon der kelchförmige Taufstein und rechts der freistehende Ambo, durch das Muster der Fußbodenfliesen symbolisch verbunden.
Über dem Altar hängt ein überlebensgroßes, aus Messing und Kupferblech gefertigtes Kruzifix, das von einem Stahlreif umfasst wird. Die Hände des Gekreuzigten ragen segnend und einladend zugleich aus dem Stahlreif heraus. Das Kruzifix war vom Architekten zunächst nur als Provisorium gedacht, wurde aber nach einigem Zögern von der Gemeinde behalten.
Die Decke des Kirchenraumes dominieren die mächtigen sichtbaren hölzernen Dachbinder. Die Orgel, 1971 erbaut von Gerhard Schmid aus Kaufbeuren, befindet sich über dem Zugang zur Sakristei.

## Geschichte
In der katholisch dominierten Gegend um Schliersee fanden sich erst in den 1920er-Jahren evangelische Christen zu Gottesdiensten, zunächst im Rathaussaal, zusammen. 1926 wurde ein Kirchenbauverein gegründet und ein Grundstück an der Leitnerstraße erworben. Ein Entwurf des Münchner Architekten Fritz Norkauer (1887–1976) kam wegen des Zweiten Weltkrieges nicht zur Ausführung.
Einen beschränkten Wettbewerb, ausgerichtet mit den Architekten Otto Grimm, Bruno Biehler und Olaf Andreas Gulbransson, gewann 1953 der Letztere. Olaf Andreas Gulbransson war der Sohn des norwegischen Malers, Grafikers und Karikaturisten Olaf Gulbransson (1873–1958) und seiner Ehefrau, der Schriftstellerin Grete Gulbransson (1882–1934). Der Schlierseer Kirchenbau war der zweite Gulbranssons, aber der erste in der für ihn im weiteren typischen Zeltform.
Der Grundstein der Kirche wurde am 18. Oktober 1953 gelegt, eingeweiht wurde sie am 20. Juni 1954. 1970, 1986, 1990/92 und 2011 fanden Renovierungsmaßnahmen unter weitestgehender Beibehaltung des ursprünglichen Erscheinungsbildes statt. 2002 wurde sie in die  Denkmalliste aufgenommen.